# Personal Mountains
Personal Mountains från 1989 är ett livealbum med Keith Jarretts ”European Quartet” med Jan Garbarek, Palle Danielsson och Jon Christensen inspelat i Tokyo i april 1979. Late Night Willie (spår 5) finns endast på CD-utgåvan.

## Låtlista
All musik är skriven av Keith Jarrett.
1. Personal Mountains – 16:02
2. Prism – 11:15
3. Oasis – 18:03
4. Innocence – 7:16
5. Late Night Willie – 8:46

## Medverkande
- Keith Jarrett – piano
- Jan Garbarek – tenor- och sopransaxofon
- Palle Danielsson – bas
- Jon Christensen – trummor